# Хејл-Бопова комета
Хејл - Бопова комета (формално означена као C/1995 O1) је највероватније најпосматранија комета двадесетог века, и једна од најсјајнијих виђених у последњих неколико деценија. Могла се видети голим оком током рекордних 18 месеци, двапут дуже од раније рекордерке, Велике комете из 1811. године.
Хејл-Боп је откривена 23. јула 1995. на врло великој удаљености од Сунца, што је изазвало велика очекивања о њеном сјају када буде пришла близу Сунца. Иако је сјај комета прилично тешко прогнозирати с неком тачношћу, Хејл-Боп је испунила и надмашила очекивања у вези свог сјаја када је прошла перихел 1. априла 1997. Комету су назвали и Велика комета из 1997. године
Комета која се појављује у Сунчевом систему сваких 3100 година. Њено језгро је пет пута веће од Халејеве комете.
Пролаз Хејл-Бопа је изазвао и панику везану уз комете каква се није била видела деценијама. Уверења да је комету пратио ванземаљски свемирски брод су инспирисале масовно самоубиство припадника култа Капија раја.
Композитор Дмитриј Кајукин је створио музички албум „Comet 97“ на основу својих сећања на посматрање комете Хејла-Бопа.